# Force 21
Force 21 est un jeu vidéo de tactique en temps réel développé et publié par Red Storm Entertainment en 1999 sur PC, puis porté en 2000 sur Game Boy Color. Il retrace un conflit hypothétique entre la Russie, allié aux États-Unis, et la Chine en 2015. Il se concentre sur la dimension tactique des combats lors de missions d'attaque, de déplacement ou de défense.

## Trame
Force 21 se déroule en 2015 et retrace un conflit hypothétique entre la Russie, allié aux États-Unis, et la Chine à la suite de l’invasion par les chinois du sud-est de la Russie pour assurer leur approvisionnement en pétrole. 

## Système de jeu
Force 21 est un jeu de tactique en temps réel qui simule des combats tactiques qui oppose la Russie, allié aux États-Unis, et la Chine. Le jeu propose une campagne qui peut être joué avec l’un ou l’autre des deux camps et qui est constituée de scénarios qui s’enchainent de manière linéaire. Au début de chaque scénario, le joueur doit d’abord organiser ses troupes en assignant des chefs à ses différentes unités. Il doit ensuite structurer ses forces en fonction de l’objectif à remplir. Globalement, les missions peuvent être classées suivant trois catégories : attaque, déplacement ou défense. Dans le premier cas, l’objectif peut être de détruire un certain nombre d’unités ennemies ou de prendre le contrôle d’une position. Dans le second, l’objectif est d’atteindre un endroit out en évitant de subir trop de pertes. Dans le dernier cas, le joueur tente de défendre sa position contre une attaque ennemie. Au cours des différentes missions, le joueur contrôle ses unités à la souris et gère leur disposition, leurs mouvements et les tactiques de combat. Les unités peuvent être organisé en groupe, auxquels sont alors associés une touche sur laquelle il suffit d’appuyer pour prendre le contrôle de l’unité de tête du groupe.

## Accueil
| Force 21              |      |        |
| Média                 | Pays | Notes  |
| Computer Gaming World | US   | 1.5/5  |
| Cyber Stratège        | FR   | 3/5    |
| GameSpot              | US   | 6,7/10 |
| Gen4                  | FR   | 2/5    |
| Joystick              | FR   | 80 %   |
| PC Zone               | UK   | 64 %   |